# IC 4527
IC 4527 је спирална галаксија у сазвјежђу Вук која се налази на листи објеката дубоког неба у Индекс каталогу.
Деклинација објекта је - 42° 26' 56" а ректасцензија 15h 5m 41,0s. Привидна величина (магнитуда) објекта IC 4527 износи 12,9 а фотографска магнитуда 13,7. Налази се на удаљености од 61,807 милиона парсека од Сунца. IC 4527 је још познат и под ознакама ESO 328-15, MCG -7-31-6, IRAS 15023-4215, PGC 53879.